# Schlacht bei Steenkerke
Philippsburg – Koblenz – Walcourt – Bantry Bay – Mainz – Bonn – Fleurus – Beachy Head – Boyne – Staffarda – Québec – Mons – Cuneo – Leuze – Aughrim – Barfleur/La Hougue – Namur 1 – Steenkerke – Lagos – Neerwinden – Marsaglia – Charleroi – Torroella – Camaret – Texel – Sant Esteve d'en Bas – Gerona – Dixmuyen – Namur 2 – Brüssel –  Ath – Cartagena – Barcelona
Die Schlacht bei Steenkerke am 3. August 1692 war eine Schlacht im Pfälzischen Erbfolgekrieg.

## Verlauf
Die Franzosen unter dem Oberkommando des Maréchal de France Montmorency hielten die Stadt und Festung Namur besetzt, eine französische Armee lagerte bei der Stadt. Auf der gegnerischen Seite hatte Wilhelm III. von Oranien-Nassau gerade den Oberbefehl über die Armee erhalten. Sein Vorgänger war der Graf von Waldeck, der im Jahr 1690 bei Fleurus von Marschall Montmorency geschlagen wurde.
Die Schlacht wurde gegen 9 Uhr von der Artillerie des Herzogs von Württemberg eröffnet. Die Franzosen waren völlig überrascht und mussten sich zunächst formieren. Zu ihrem Glück war die Hauptstreitmacht der Alliierten noch nicht eingetroffen. Erst um 12:30 Uhr konnte mit ersten Verstärkungen der eigentliche Angriff beginnen. Der Marsch ging über schlammiges Gelände, was der Kavallerie das Vorkommen fast unmöglich machte. Dennoch griffen englische und dänische Truppen an. Trotz massiver Gegenwehr gelang es den Engländern, die rechte Seite der Franzosen zu durchbrechen und die Artillerie auszuschalten. Doch die Alliierten erhielten nicht genügend Unterstützung, um den Vorteil auszunutzen. Montmorency schickte die Regimenter der königlichen Garde und einige Schweizer Regimenter zur Stabilisierung der Lage. So konnte die Lücke wieder geschlossen werden. Um der Infanterie einen Weg zu bahnen, versuchten Wilhelm III. von Oranien-Nassau und sein General Heinrich von Solms, die Kavallerie zurückzuziehen, was die Verwirrung vollständig machte.
Gegen 6 Uhr abends brach Wilhelm die Schlacht ab und zog sich zurück.

## Folgen
Der Versuch, die Franzosen aus Flandern zu drängen, war gescheitert. Wilhelms militärisches Ansehen bekam einen Dämpfer, da Fehler im Anmarsch einen klaren Vorteil verspielten. Die englischen Regimenter mussten einen hohen Blutzoll entrichten. Ihr General Hugh Mackay wurde getötet. Das vergiftete das Klima zwischen den Engländern und Holländern nachhaltig.
Aber auch die Franzosen hatten schwere Verluste. Beide Armeen zogen sich in die Winterquartiere zurück.
Zu den kuriosen Folgen der Schlacht zählte eine neue Mode. Die französischen Offiziere konnten wegen der gebotenen Eile ihre Krawatten nicht korrekt binden, sondern warfen sie einfach nur um den Hals. So wurde der Steenkirk erfunden, eine Mode, die über Paris und später London auch den Rest Europas erreichte.

## Truppenführer
Die bayerischen Truppen wurden von Kurfürst Maximilian von Bayern geführt. Brandenburger Truppen waren mit den Generälen Jacob Heinrich von Flemming, Hans Albrecht von Barfus und Friedrich von Heiden beteiligt.